# Leutasch
Leutasch är en kommun i distriktet Innsbruck-Land i förbundslandet Tyrolen i Österrike. Kommunen har 2 525 invånare (2024). Den ligger 30 km nordväst om Tyrolens huvudstad Innsbruck. Området består av 26 mindre byar och är den tredje största kommunen i Innsbruck-Land till ytan. I norr gränsar kommunen till Tyskland. 